# Gare de Dambach-la-Ville
Gare de Dambach-la-Ville vasútállomás Franciaországban, Dambach-la-Ville településen.

## Vasútvonalak
Az állomást az alábbi vasútvonalak érintik:
- Sélestat–Saverne-vasútvonal

## Kapcsolódó állomások
A vasútállomáshoz az alábbi állomások vannak a legközelebb:
- Gare de Scherwiller
- Gare d'Epfig